# Saison 2013-2014 de l'Union sportive carcassonnaise XV
Cette page présente la saison 2013-2014 de l'Union sportive carcassonnaise en Pro D2.

## Entraîneurs
- Christian Labit : manager
- Philippe Guicherd : entraîneur des avants
- Alexandre Jaffrès : entraîneur des lignes arrières

## Effectif 2013/2014
| Nom                   | Poste          | Naissance  | Nationalité sportive | International | Dernier club               | Arrivée au club (année) |
| --------------------- | -------------- | ---------- | -------------------- | ------------- | -------------------------- | ----------------------- |
| Mohamed Ben Bouhout   | Pilier         | 30/06/1978 | Maroc                | -             | Section paloise            | 2007                    |
| Sébastien Chobet      | Pilier         | 09/06/1981 | France               | -             | Montpellier HR             | 2011                    |
| Nicolas Etcheverry    | Pilier         | 24/10/1983 | France               | -             | Stade montois              | 2011                    |
| Martin Gady           | Pilier         | 13/10/1981 | France               | -             | SC Albi                    | 2011                    |
| Renaud Palomera       | Pilier         | 21/05/1983 | France               | -             | RC Narbonne                | 2008                    |
| Karim Kouider         | Pilier         | 28/03/1989 | France               | -             | FC Grenoble                | 2013                    |
| Benjamin Sicaud       | Pilier         | 13/10/1981 | France               | -             | Stade rochelais            | 2011                    |
| Gwendal Lamache       | Pilier         | 22/01/1990 | France               | -             | RC Toulon                  | 2012                    |
| Andrei Ursache        | Pilier         | 10/05/1984 | Roumanie             |               | Rugby club Steaua Bucarest | 2012                    |
| Thomas Acquier        | Talonneur      | 21/11/1989 | France               | -             | AS Béziers                 | 2012                    |
| Pierre Saby           | Talonneur      | 11/08/1983 | France               | -             | RC Massy                   | 2013                    |
| Julien Sidobre        | Talonneur      | 15/10/1974 | France               | -             | FC Villefranche            | 2008                    |
| Mathieu Cidre         | Talonneur      | 13/03/1981 | Espagne              |               | RC Massy                   | 2009                    |
| François Tisseau      | Deuxième ligne | 25/11/1983 | France               | -             | Union Bordeaux Bègles      | 2013                    |
| Jean-Baptiste Roidot  | Deuxième ligne | 09/03/1988 | France               | -             | Biarritz olympique         | 2012                    |
| Tomei Hikila          | Deuxième ligne | 13/11/1980 | Tonga                | -             | RC Massy                   | 2010                    |
| Cédric Guironnet      | Deuxième ligne | 14/07/1985 | France               | -             | Union Bordeaux Bègles      | 2010                    |
| Gérald Lestrat        | Deuxième ligne | 10/01/1990 | France               | -             | RC Toulon                  | 2012                    |
| Franck Teyssier       | 3e ligne       | 10/07/1982 | France               | -             | SC Mazamet                 | 2007                    |
| Andries Kruger        | 3e ligne       | 19/06/1984 | Afrique du Sud       | -             | Pumas                      | 2011                    |
| Joël Koffi            | 3e ligne       | 07/11/1984 | France               | -             | US Montauban               | 2010                    |
| Emmanuel Étien        | 3e ligne       | 14/03/1981 | France               | -             | US Montauban               | 2010                    |
| Ovidiu Tonița         | 3e ligne       | 06/08/1980 | Roumanie             |               | USA Perpignan              | 2012                    |
| Sanele Vavae Tuilagi  | 3e ligne       | 15/06/1988 | Samoa                | -             | RC Narbonne                | 2013                    |
| Carol Raynaud         | Mêlée          | 25/01/1993 | France               | -             | AS Béziers                 | 2012                    |
| Julien Seron          | Mêlée          | 11/01/1983 | France               | -             | Union Bordeaux Bègles      | 2013                    |
| Brice Salobert        | Mêlée          | 29/12/1980 | France               | -             | Lyon OU                    | 2012                    |
| Mathieu Lopez         | Mêlée          | 23/08/1982 | Espagne              |               | CA Saint-Étienne           | 2011                    |
| Andre Pretorius       | Ouverture      | 29/12/1978 | Afrique du Sud       |               | Leopards                   | 2013                    |
| Gilles Bosch          | Ouverture      | 12/07/1990 | France               | -             | USA Perpignan              | 2013                    |
| Julien Gros           | Ouverture      | 20/07/1991 | France               | -             | CS Bourgoin-Jallieu        | 2013                    |
| Guillaume Garcia      | Ouverture      | 30/08/1984 | France               | -             | AS Béziers                 | 2007                    |
| Joshua Tatupu         | Centre         | 06/10/1986 | Samoa                | -             | Exeter Chiefs              | 2013                    |
| Aloisio Butonidualevu | Centre         | 21/10/1983 | Fidji                |               | FC Grenoble                | 2013                    |
| Olivier Albouy        | Centre         | 17/01/1991 | France               | -             | RC Narbonne                | 2012                    |
| Aaron Bancroft        | Centre         | 01/01/1985 | Nouvelle-Zélande     | -             | FC Grenoble                | 2013                    |
| Guillaume Molinier    | Centre         | 06/04/1985 | France               | -             | Formé au club              | 2007                    |
| Mathieu Pallares      | Centre         | 21/10/1988 | France               | -             | USA Perpignan              | 2011                    |
| Thierry Brana         | Ailier         | 06/02/1982 | France               | -             | Union Bordeaux Bègles      | 2013                    |
| Benoît Lazzarotto     | Ailier         | 21/01/1988 | France               | -             | Lyon OU                    | 2009                    |
| Youri Mege            | Ailier         | 06/06/1990 | France               | -             | ASM Clermont               | 2012                    |
| Yan Ruel-Gallay,      | Ailier         | 29/07/1988 | France               | -             | US Montauban               | 2012                    |
| Winston Mafi          | Ailier         | 21/03/1980 | Tonga                | -             | AS Béziers                 | 2012                    |
| Yannick N'Gog         | Ailier         | 21/05/1982 | France               | -             | Llanelli Scarlets          | 2009                    |
| Emmanuel Quintane     | Arrière        | 20/09/1989 | France               | -             | USA Perpignan              | 2012                    |
| Luke Rooney           | Arrière        | 15/01/1983 | Australie            | -             | RC Toulon                  | 2013                    |

## Calendrier

### Pro D2
| - Lyon OU - US Carcassonne : 35-10 - US Carcassonne - RC Narbonne : 13-23 - SC Albi - US Carcassonne : 24-13 - US Carcassonne - Section paloise : 14-34 - AS Béziers - US Carcassonne : 20-23 - US Carcassonne - Stade montois : 19-13 - US Colomiers - US Carcassonne : 29-13 - US Carcassonne - FC Auch : 30-27 - Stade aurillacois - US Carcassonne : 18-12 - US Carcassonne - CS Bourgoin-Jallieu : 16-18 - US Bourg-en-Bresse - US Carcassonne : 23-32 - US Carcassonne - US Dax : 18-16 - Stadoceste tarbais - US Carcassonne : 20-15 - SU Agen - US Carcassonne : 41-13 - US Carcassonne - Stade rochelais : 33-35 | - US Carcassonne - Lyon OU : 38-52 - RC Narbonne - US Carcassonne : 56-10 - US Carcassonne - SC Albi : 43-31 - Section paloise - US Carcassonne : 38-7 - US Carcassonne - AS Béziers : 22-20 - Stade montois - US Carcassonne : 18-12 - US Carcassonne - US Colomiers : 19-12 - FC Auch - US Carcassonne : 31-13 - US Carcassonne - Stade aurillacois : 23- 25 - CS Bourgoin-Jallieu - US Carcassonne : 20-29 - US Carcassonne - US Bourg-en-Bresse : 17-19 - US Dax - US Carcassonne : 20-26 - US Carcassonne - Stadoceste tarbais : 26-31 - US Carcassonne - SU Agen : 12-26 - Stade rochelais - US Carcassonne : 22-15 |

## Statistiques

### Statistiques collectives
Attaque
Défense

### Statistiques individuelles
Meilleur réalisateur